# Endurance (navio)
Endurance foi um veleiro de três mastros em que Sir Ernest Shackleton e uma tripulação de 27 homens navegaram para a Antártida na Expedição Transantártica Imperial de 1914-1917. O navio, originalmente chamado Polaris, foi construído no estaleiro Framnæs e lançado em 1912 de Sandefjord, na Noruega. Depois que seus comissários não puderam mais pagar o estaleiro, o navio foi comprado por Shackleton em janeiro de 1914 para a expedição, que seria a sua primeira viagem. Um ano depois, a embarcação ficou presa no gelo e finalmente afundou no Mar de Weddell, na Antártida, em 21 de novembro de 1915. Toda a tripulação sobreviveu.
O naufrágio do Endurance foi descoberto em 5 de março de 2022, quase 107 anos depois de afundar, pela equipe de busca do Endurance22. Encontra-se a 3 008 metros de profundidade e está em boas condições. É designado como um local histórico protegido e monumento sob o Tratado da Antártida.

## Desenho e construção
Desenhado por Ole Aanderud Larsen, o Endurance foi construído das docas de Framnæs em Sandefjord, Noruega acabado de construir em 17 de dezembro de 1912. Foi construído com a supervisão do mestre Christian Jacobsen, conhecido por exigir que os seus homens tivessem conhecimentos navais e experiência em pesca de baleias ou focas. Cada detalhe da sua construção foi planeado para assegurar a máxima durabilidade.
Foi lançado ao mar em 17 de Dezembro de 1912 com o nome original de Polaris (de Estrela Polar). Tinha 44 m de comprimento e 7,6 m de Boca, e 320 toneladas. Embora o seu casco parecesse ser idêntico ao de outros navios, tal não correspondia à realidade. Foi construído a pensar nas extremas condições encontradas nas regiões polares. A sua quilha era constituída por quatro sólidas placas de madeira de carvalho, sobrepostas, adicionando uma espessura de 2 200 mm, enquanto os seus lados tinham entre 760 mm e 460 mm de espessura, o dobro de um vulgar navio. Foi construído com tábuas de carvalho e abeto norueguês com 760 mm de espessura, revestidas a Chlorocardium, uma madeira muito forte e resistente. A sua proa, que ficaria em contacto com o gelo, teve especial atenção. Cada pedaço de madeira foi feita com a madeira de uma árvore escolhida pela sua forma curva. Quando estavam todas juntas tinham uma espessura de 1300 mm.
Dos seus três mastros, o da frente tinha velas, enquanto os outros dois eram do tipo utilizado em escunas. O Endurance estava equipado com um motor a vapor alimentado a carvão, com uma potência de 350 hp, capaz de atingir os 10,2 nós (18,9 km/h).
Quando foi lançado ao mar, o Endurance era um dos barcos em madeira mais fortes da época, à excepção do Fram utilizado por Fridtjof Nansen e Roald Amundsen. No entanto, havia diferenças: o Fram tinha um fundo arredondado o que permitia resistir melhor ao esmagamento feito pelo gelo. O Endurance, por seu lado, foi desenhado para operar em gelo solto, não estando preparado para grandes pressões.

## Naufrágio

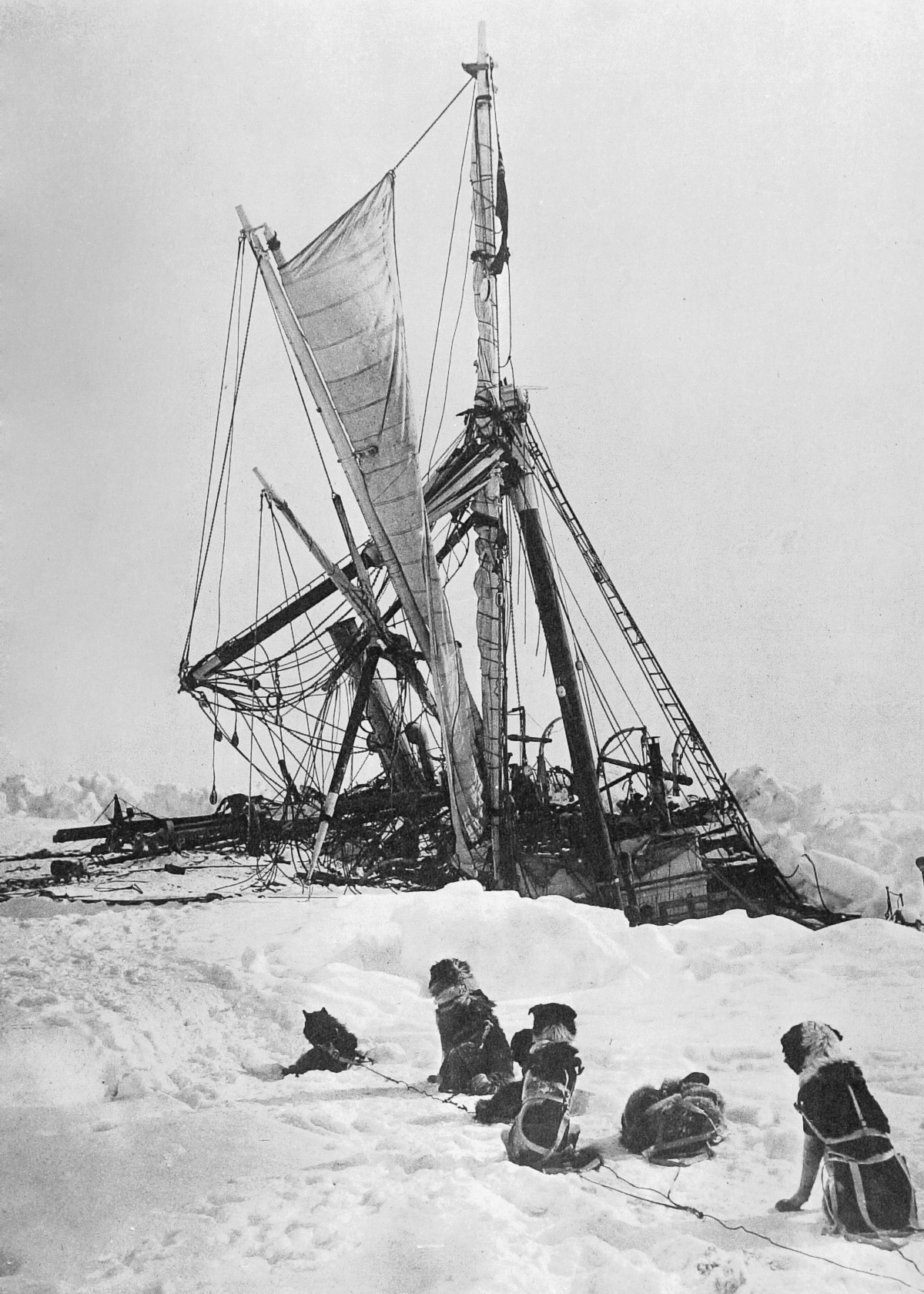
Afundamento do Endurance

O Endurance entrou para a lista de naufrágios mais mediáticos da história depois de ser engolido pelo gelo, naquela que foi a primeira Expedição Transantártica da história e do currículo do britânico Ernest Shackleton.
O explorador deixou o Reino Unido com uma tripulação de 27 pessoas em 1914 rumo ao — quase sempre congelado — Mar de Weddell, ponto de partida para uma expedição para atravessar a Antártida. Nos primeiros dias de 1915 o Endurance ficou preso a menos de 100 milhas do seu destino, acabando à deriva e esmagado lentamente pelo gelo que haveria de engoli-lo durante mais de 10 meses. Durante cinco a tripulação assistiu ao naufrágio do lado de fora, num acampamento improvisado no gelo.

### Descoberta em 2022
O naufrágio do Endurance foi descoberto em 5 de março de 2022. A Endurance22 anunciou, em um comunicado de imprensa em 9 de março de 2022, que havia encontrado com sucesso o naufrágio no Mar de Weddell a 3 008 metros de profundidade. O gelo marinho, que cobre o Mar de Weddell durante todo o ano e geralmente torna a exploração submarina quase impossível devido à sua espessura, esteve nos níveis mais baixos ao redor da Antártida desde que os registros de satélites espaciais começaram na década de 1970, o que ajudou que a equipe encontrasse o local do naufrágio.
Os descobridores a bordo do navio de pesquisa S. A. Agulhas II disseram que o naufrágio estava em condições notavelmente boas e que eles o filmaram e fotografaram a embarcação, incluindo digitalização 3D de ultra-alta definição. O nome Endurance na popa permanece claramente legível. De acordo com a promessa da equipe, eles não resgataram nenhuma parte do naufrágio ou seu conteúdo, já que o navio é agora um local histórico protegido e monumento sob o Tratado da Antártida.